# Cristovam Buarque
Cristovam Ricardo Cavalcanti Buarque  (Recife, 20 de febrero de 1944) es un político brasileño. Posee un doctorado por La Sorbona.
Fue gobernador del Distrito Federal de Brasilia entre 1995 y 1998 por el Partido de los Trabajadores (Brasil) (PT) y además fue ministro de Educación en el gabinete de Lula.
Tras los escándalos de corrupción sale del PT y se presenta a las elecciones presidenciales con el PPS (partido popular socialista, superando el 2 % de los votos totales.

## Libros publicados
Cristovam publicó libros sobre economía, historia, sociología, y sobre todo educación.
- A Borboleta Azul (2008)
- O Berço da Desigualdade (2005)
- Um livro de Perguntas
- Astrícia (2004)
- Os Instrangeiros
- Admirável Mundo Atual
- A Segunda Abolição
- Os Tigres Assustados
- A Cortina de Ouro
- O Tesouro na Rua
- O que é Apartação (1993)
- A Revolução nas Prioridades
- A Aventura da Universidade (2000)
- Os Deuses Subterrâneos (1995; novela)
- A Revolução na Esquerda e a Invenção do Brasil
- O Colapso da Modernidade brasileira
- A Desordem do Progresso
- A Eleição do Ditador
- Avaliação Econômica de Projetos (1984)
- A Ressurreição do General Sanchez
- O Semeador de Utopias
- Sou Insensato (2007)
- O que é o Educacionismo (2007)